# NGC 4371
NGC 4371 ist eine linsenförmige Galaxie vom Hubble-Typ SB0/a im Sternbild Jungfrau nördlich der Ekliptik. Sie ist schätzungsweise 37 Millionen Lichtjahre von der Milchstraße entfernt und hat einen Durchmesser von etwa 45.000 Lj. Die Galaxie wird unter der Katalognummer VVC 759 als Teil des Virgo-Galaxienhaufens gelistet.

Im selben Himmelsareal befinden sich u. a. die Galaxien IC 3261, IC 3291, IC 3305, IC 3331.
Das Objekt wurde am 15. März 1784 von dem deutsch-britischen Astronomen William Herschel entdeckt.